# Лорі яванський
Лорі яванський (Nycticebus javanicus) — вид мокроносих приматів родини лорієвих. Виявлений тільки в центральній і західній частині острова Ява; вимираючий вид, популяція імовірно зменшилася на 50 % за життя одного покоління в результаті хижацького полювання та продажу як домашніх тварин і знищення природного середовища проживання.

## Класифікація
Довгий час вважалося, що лорієві в Індонезії представлені одним видом — повільним лорі (Nycticebus coucang). Ця точка зору взяла гору над раннішими таксономіями, що виділяли не менше трьох окремих видів — N. coucang, N. menagensis і N. javanicus. Ще у 1971 яванські лорі розглядалися як підвид повільних лорі, N. coucang javanicus з синонімічною назвою N. coucang ornatus. Але на початку XXI століття публікації, що демонструють морфологічну різноманітність товстих лорі, призвели до перегляду панівної точки зору і поверненню до попередніх версій. Результатом поділу передбачуваного єдиного виду на кілька став також перегляд оцінки чисельності їх популяцій, положення яких виявилося набагато гірше, ніж вважалося до цього.
З 2006 року яванський лорі визнаний IUCN як окремий вид товстих лорі й, як такий, що занесений в список вимираючих видів.

## Зовнішній вигляд
Яванський лорі — невеликий примат. Довжина тіла товстих лорі звичайно варіюється від 24 до 38 см, маса рідко досягає двох кілограмів. Хоча яванські лорі більше за суматранських повільних лорі та особливо калімантанських лорі, в середньому маса їх тіла, за оцінкою Дослідницької групи нічних приматів Оксфордського університету, становить від 565 до 687 грамів.. На підставі невеликої вибірки, зробленої у 2007 році, були отримані наступні середні розміри тіла яванських лорі: довжина тіла — 25,1 см; довжина хвоста — 2 см; довжина черепа — 5,9 см; ширина черепа — 4,4 см; довжина плечової кістки — 6,7 см; довжина променевої кістки — 7,1 см; довжина стегнової кістки — 8,3 см; великогомілкової кістки — 8,6 см; інтермембральний індекс (співвідношення довжин передніх і задніх кінцівок) — 82,1; максимальний розмах пальців руки — 5,9, ноги — 7 см.
Найяскравішою відмінною рисою яванського лорі є маска обличчя у вигляді широких чорних смуг, що йдуть від очей і вух до тімені, обрамляючи білу ромбоподібну ділянку на чолі (поєднання чорного і білого кольорів надає морді яванського лорі схожість з мордою панди)). На загривку хутро кремового кольору, уздовж хребта також йде широка чорна смуга. На відміну від суматранських і малайських лорі, у яванського лорі тільки одна пара верхніх різців, що зближує його з калімантанським лорі.
Зафіксовані певні зовнішні відмінності між двома формами яванського лорі, що їх традиційно називають власне Nycticebus javanicus і Nycticebus ornatus. Основна відмінність полягає у довжині хутра (у N. ornatus він довший, з більш вираженими пензликами на вухах; середня довжина волосся досягає 26,8 мм проти 22,4 у N. javanicus), а також у забарвленні — N. ornatus в цілому забарвлений світліше.

## Ареал і спосіб життя
Яванський лорі — ендемік індонезійського острова Ява, відомий тільки в його центральній і західній частині. Щільність поширення дуже невисока і складає від 0,02 до 0,2 особини на км². Яванські лорі, як і інші види товстих лорі, видають високочастотний тихий свист, за допомогою якого спілкуються між собою.
Яванський лорі веде нічний спосіб життя. Це лісова тварина, що живе в основному в одвічних і вторинних лісах (на висотах до 1600 метрів над рівнем моря, причому в більших висотах яванські лорі зустрічаються частіше, можливо, у зв'язку з більшою схоронністю лісів). У дикому вигляді яванських лорі також спостерігали в бамбукових і мангрових лісах і на плантаціях (особливо плантаціях какао), а також в садах поблизу від людського житла. Яванські лорі проводять життя на деревах, пересуваючись від одного до іншого по ліанах. Основу харчування складають деревний сік і смола, квіти й комахи; зазначалося включення в раціон фруктів, какао-бобів, ящірок, яєць.
Тривалість життя яванських лорі — від 20 до 24 років. Рівень народжуваності в популяції низький, зазвичай після довгого періоду вагітності самка народжує одне дитинча, перерви між появою потомства досить довгі. Яванські лорі не будують гнізд в дуплах, а сплять в сплетеннях гілок, згорнувшись у клубок.

## Яванський лорі та людина
Товсті лорі — один з біологічних родів, існування яких піддається найбільшій загрозі в результаті людської діяльності. Крім знищення традиційного середовища проживання, представники цього роду (і зокрема яванський лорі) страждають від хижацького полювання як популярна домашня тварина. За оцінками фахівців, популяція яванських лорі могла скоротитися за час життя одного покоління на 50 %. Місцеві жителі знають, що яванські лорі представляють інтерес для торговців, і при можливості відловлюють їх на продаж. Хоча яванські товсті лорі знаходяться під охороною закону з 1973 року, вони як і раніше становлять великий сектор торгівлі індонезійськими тваринами як невеликі чарівні звірятка. Крім приватних власників, яванські лорі представлені в колекціях Празького, Джакартського і Сінгапурського зоопарків. Ряд громадських організацій, в першу чергу місцеві філії міжнародного фонду International Animal Rescue, ведуть боротьбу з торгівлею яванським лорі, і після 2002 року частка представників цього виду в торгівлі тваринами зменшується, а їх місце займають повільні лорі, поширені на Суматрі. В результаті суматранській популяції також існує загроза.
Положення яванських лорі, проте, особливо тяжке внаслідок того, що на цьому острові вирубка лісів і культивація земель просунулися далі, ніж в інших районах Індонезії. За оцінками фахівців, зараз від колишнього ареалу яванського лорі збереглося не більше 20 %. При цьому тільки 17 % від популяції проживає на територіях, що охороняються. При вирубці чергової ділянки лісу місцеві жителі просто збирають лорі на продаж серед зрубаних дерев, оскільки захисні механізми цього виду змушують їх чіплятися за гілки замість того, щоб бігти, а нічний спосіб життя означає загальмовану реакцію в денний час.
Коли яванські лорі потрапляють до торговців тваринами, ті, щоб уникнути потенційно отруйного укусу, виривають у них передні зуби. Багато з лорі в результаті гинуть від зараження крові або пневмонії, а ті, хто виживають, більше не можуть їсти смолу, що представляє основу раціону диких лорі, або розчісувати іншим представникам хутро за допомогою зубів — важливий елемент суспільної поведінки яванських лорі. Це означає, що такі тварини, навіть якщо їх повернути у природне середовище проживання, швидше за все приречені на загибель. Додаткову небезпеку становить гібридизація з іншими видами, пов'язана з тим, що звільнених лорі випускають без розбору в одних і тих же місцях.